# VARA's Lijn 3

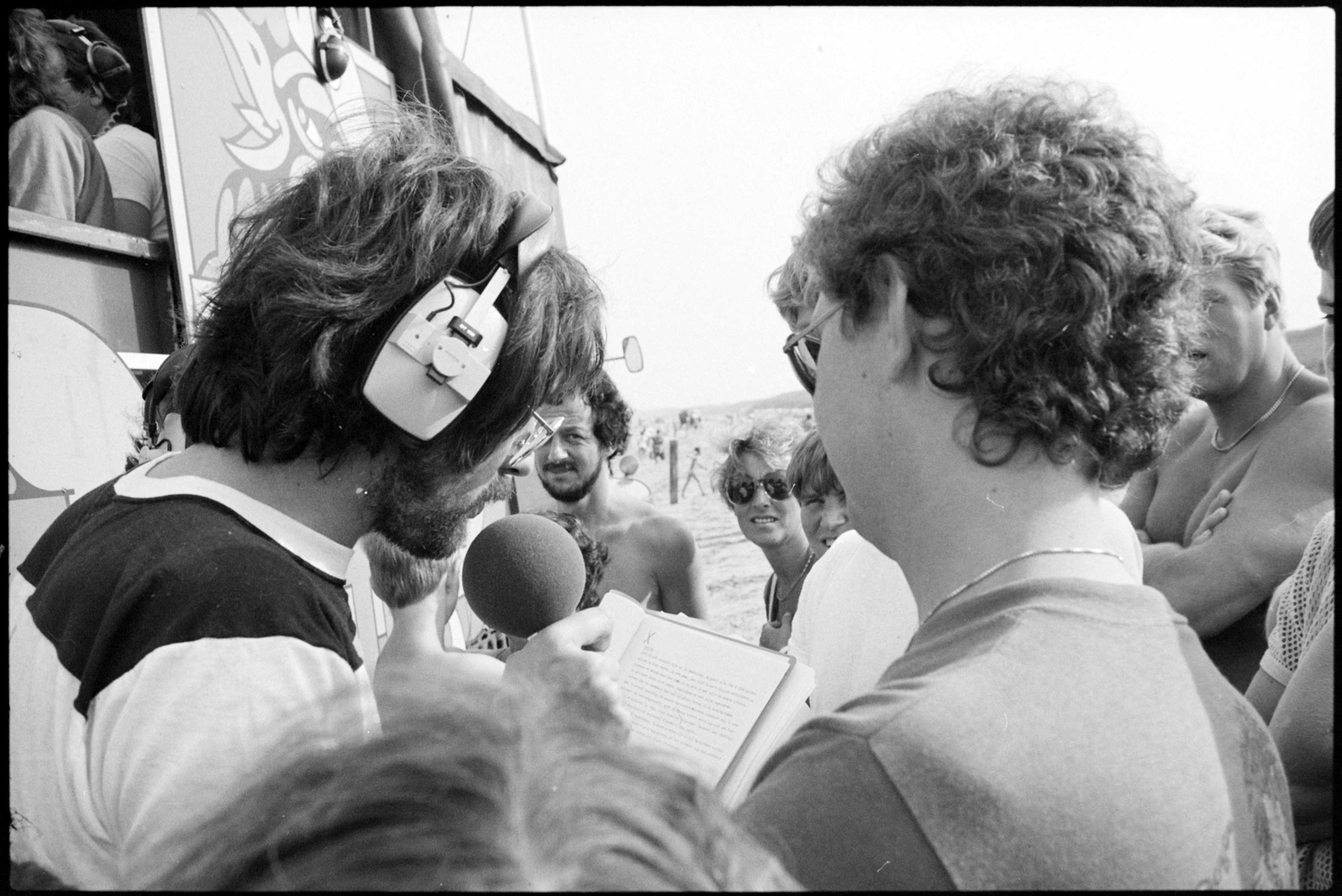
Opname van VARA's lijn 3 in Bloemendaal in 1982 met Felix Meurders

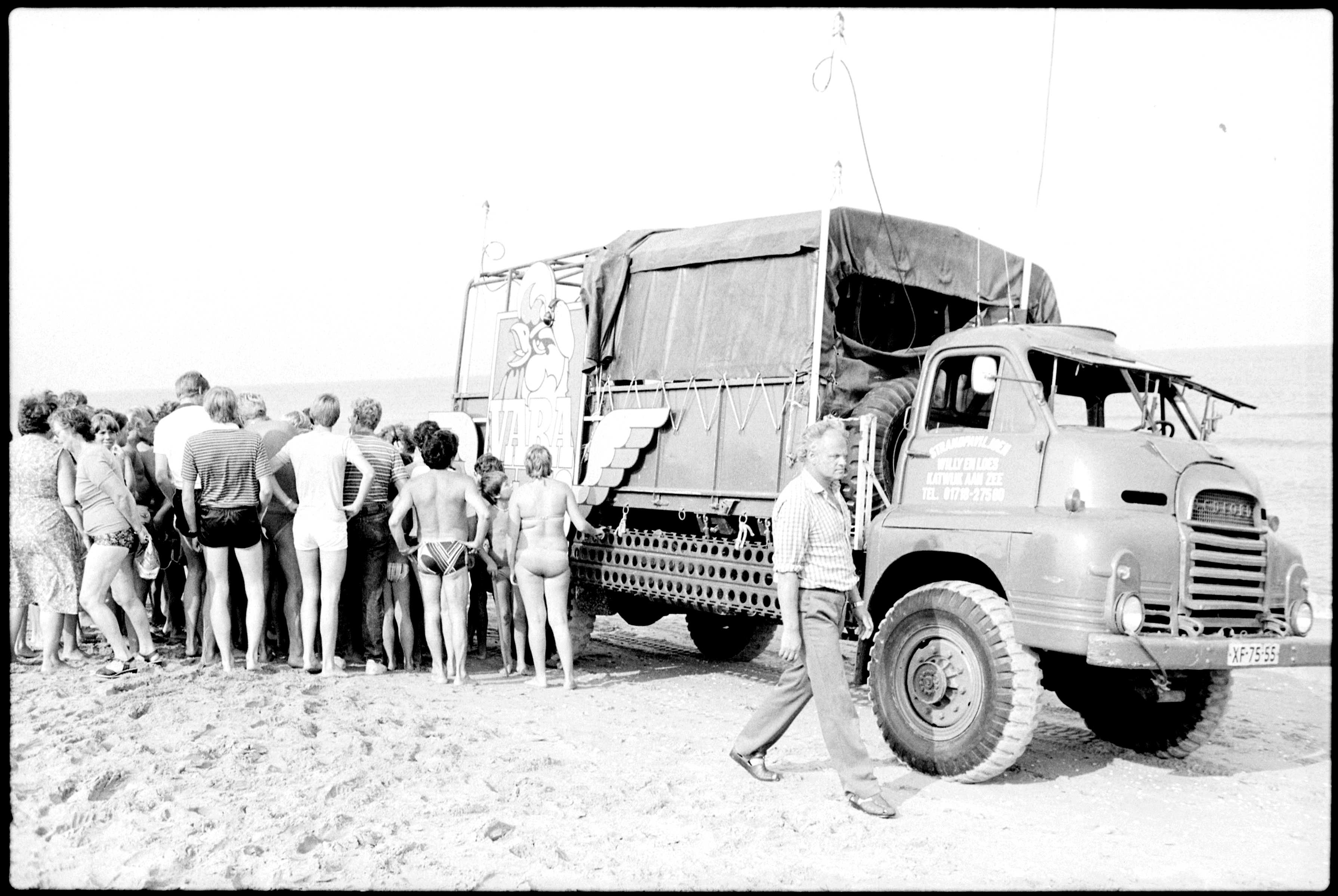
Publiek bij truck op het strand

VARA's Lijn 3 was een Nederlands live radioprogramma van de VARA dat vanaf de zomer van 1977 tot en met de zomer van 1984 werd uitgezonden vanuit een rijdend voer- of vaartuig op de vaste VARA dinsdag. Elk jaar trok men in de zomer vijf of zes weken naar steeds een ander gedeelte van Nederland waarbij de hele dag dwars door de stad of streek werd gereden en werden diverse locaties bezocht.
Dit voertuig kon bijvoorbeeld een camper, een bus, touringcar of truck zijn maar ook werd een keer vanuit een trein en vanaf een boot uitgezonden. Ook werd er twee keer vanuit een tram uitgezonden, zowel in Amsterdam als een keer vanuit Den Haag. In Amsterdam werd hierbij gebruikgemaakt van een vooroorlogs tramstel dat ook geheel als Lijn 3 was opgetuigd. In 1981 waren er zes uitzendingen waarbij ter afsluiting de laatste uitzending live vanuit een moderne gelede tram en een koets in Den Haag werd uitgezonden waarbij dwars door de stad werd gereden. 
Het programma werd meestal in augustus of september live uitgezonden waarbij het voer- of vaartuig was omgebouwd tot een complete radiostudio met een zendinstallatie. Men beschikte over een zender van 10 watt met een groundplane antenne. Het voer- of vaartuig werd begeleid door een vliegtuigje, eerst het NOS vliegtuig, een Cessna, later een gehuurd vliegtuigje van vliegveld Teuge. Het vliegtuig was voorzien van een ontvanger en een zender en het signaal werd doorgezonden naar een reportagewagen die het weer doorzond naar Hilversum. Wie een FM-radio had met een lange meterband en niet te ver bij de reportagewagen uit de buurt woonde (zoals de bewoners van Gieten op 8 juli 1980, toen de wagen op de hooggelegen Hondsrug ten oosten van het dorp stond), kon horen welke vragen vanuit Hilversum werden opgedragen aan bijvoorbeeld Felix Meurders. Om het vliegtuig de gelegenheid te geven te tanken werd in de middagpauze vanaf een vaste locatie uitgezonden, bijvoorbeeld in 1981 vanaf het Binnenhof waar door Alfred Lagarde met het publiek het spel "Driesprong" werd gespeeld.
Vanuit het voer- of vaartuig presenteerden de VARA diskjockeys – naast Felix Meurders waren dat onder meer Willem van Beusekom, Peter Holland, Roel Koeners, Alfred Lagarde 
en Frits Spits – het programma waarbij naast het draaien van platen ook in de stad of streek gasten werden ontvangen en geïnterviewd. Andere medewerkers waren Leoni Jansen, Astrid Joosten en Margriet Eshuijs die in de begintijd de speciale jingles insprak. Ook werd er bijvoorbeeld een camping bezocht of ging men langs bij een evenement. Met het publiek werd onder meer naast Driesprong het spelletje "Busstop" gespeeld maar ook in sommige jaren Zoekplaatje. Ook werd bijvoorbeeld Betonuur met Alfred Lagarde live voor het publiek uitgezonden.
Daarnaast vonden er ook live concerten en optredens plaats. Zo was het programma in 1979 in Zeeland waar in Goes onder meer een live optreden van de destijds nog onbekende groep Doe Maar plaatsvond. 
Frits Spits was hier zo van onder de indruk dat hij daarna steeds vaker platen van Doe Maar ging draaien waarmee de groep landelijk bekend werd.
De naam van het programma Lijn 3 verwees naar de popzender Hilversum 3. 